# العلاقات السيراليونية الناوروية
العلاقات السيراليونية الناوروية هي العلاقات الثنائية التي تجمع بين سيراليون وناورو.

## مقارنة بين البلدين
هذه مقارنة عامة ومرجعية للدولتين:
| وجه المقارنة                                              | سيراليون       | ناورو                          |
| --------------------------------------------------------- | -------------- | ------------------------------ |
| المساحة (كم2)                                             | 71.74 ألف      | 21                             |
| عدد السكان (نسمة)                                         | 7.56 مليون     | 10.08 ألف                      |
| الكثافة السكانية (ن./كم²)                                 | 105.38         | 48.00 ألف                      |
| العاصمة                                                   | فريتاون        | ضاحية يارين                    |
| اللغة الرسمية                                             | لغة إنجليزية   | اللغة الناورونية، لغة إنجليزية |
| العملة                                                    | ليون سيراليوني | دولار أسترالي                  |
| الناتج المحلي الإجمالي (بليون دولار)                      | 3.77 مليار     | 113.88 مليون                   |
| الناتج المحلي الإجمالي (تعادل القوة الشرائية) بليون دولار | 10.13 مليار    | 162.98 مليون                   |
| الناتج المحلي الإجمالي الاسمي للفرد دولار أمريكي          | 653            | 9.83 ألف                       |
| الناتج المحلي الإجمالي للفرد دولار أمريكي                 | 1.97 ألف       |                                |
| مؤشر التنمية البشرية                                      | 0.413          |                                |
| رمز المكالمات الدولي                                      | +232           | +674                           |
| رمز الإنترنت                                              | .sl            | .nr                            |
| المنطقة الزمنية                                           | 00             | ت ع م+12:00                    |

## منظمات دولية مشتركة
يشترك البلدان في عضوية مجموعة من المنظمات الدولية، منها:
| علم المنظمة | اسم المنظمة                                 | تاريخ انضمام سيراليون | تاريخ انضمام ناورو |
| ----------- | ------------------------------------------- | --------------------- | ------------------ |
|             | منظمة حظر الأسلحة الكيميائية                | ?                     | ?                  |
|             | الأمم المتحدة                               | 27 سبتمبر 1961        | 14 سبتمبر 1999     |
|             | الاتحاد الدولي للاتصالات                    | 30 ديسمبر 1961        | 10 يونيو 1969      |
|             | منظمة الشرطة الجنائية الدولية               | ?                     | ?                  |
|             | مجموعة دول أفريقيا والكاريبي والمحيط الهادئ | ?                     | ?                  |
|             | الاتحاد البريدي العالمي                     | ?                     | ?                  |
|             | يونسكو                                      | 28 مارس 1962          | 17 أكتوبر 1996     |
|             | دول الكومنولث                               | 1961                  | ?                  |